# Əbilyataq
Əbilyataq è un comune dell'Azerbaigian situato nel distretto di Xaçmaz. Conta una popolazione di 563 abitanti.